# Шперкар
Шперкар (Ptilorrhoa) — рід горобцеподібних птахів родини Cinclosomatidae. Містить 4 види.

## Поширення
Всі представники роду є ендеміками Нової Гвінеї. Живуть у тропічних дощових лісах.

## Опис
Дрібні птахи завдовжки 20–24 см. Схожі на дроздів, із закругленою головою, міцним тілом, закругленими крилами, міцними і витягнутими ногами та довгим хвостом із клиноподібним кінчиком. Горло і груди обмежує чорна смуга, яка також утворює лицьову маску. Дорсальна частина тіла коричнева та синя, а вентральна має тенденцію до сірого.

## Спосіб життя
Наземні птахи, які досить погано літають, воліючи в разі небезпеки припадати до землі або тікати. Трапляються поодинці або парами. Активні вдень. Птахи живляться на землі комахами та іншими безхребетними. Гніздяться серед гілок чагарників.

## Види
- Ptilorrhoa caerulescens — шперкар синій
- Ptilorrhoa castanonota — шперкар червоно-синій
- Ptilorrhoa geisleroroum — шперкар сапфіровий
- Ptilorrhoa leucosticta — шперкар плямистокрилий